# Allacta persoonsi
Allacta persoonsi är en kackerlacksart som beskrevs av Roth, L. M. 1995. Allacta persoonsi ingår i släktet Allacta och familjen småkackerlackor.
Artens utbredningsområde är Papua Nya Guinea. Inga underarter finns listade i Catalogue of Life.